# Landwirtschaftliche Alterskasse
Unter der Bezeichnung Landwirtschaftliche Alterskasse (LAK) nimmt die Sozialversicherung für Landwirtschaft, Forsten und Gartenbau (SVLFG) die Aufgaben der Alterssicherung der Landwirte wahr. Sie ist jedoch nicht Zweig der gesetzlichen Rentenversicherung, sondern Teil des Sondersystems der sozialen Sicherung der Landwirtschaft.

Logo der SVLFG

Die ehemaligen eigenständigen Landwirtschaftlichen Alterskassen bildeten mit den früheren landwirtschaftlichen Berufsgenossenschaften und den landwirtschaftlichen Kranken- und Pflegekassen bis zum 31. Dezember 2012 die Landwirtschaftliche Sozialversicherung (LSV).
Die LAKen decken im LSV-System den Bereich Renten (Altersrente, Erwerbsminderungsrente, Hinterbliebenenrente), der Rehabilitation und der Betriebs- und Haushaltshilfe ab.
Anfang 2010 standen den 262.290 Beitragszahlern 622.653 Rentenempfänger gegenüber. Diese Relation spiegelt den im Bereich der Landwirtschaftlichen Sozialversicherung bestehenden Strukturwandel wider.
Seit dem 28. September 2011 lag ein Referentenentwurf und seit dem 2. November 2011 der Regierungsentwurf eines Gesetzes zur Neuordnung der Organisation der landwirtschaftlichen Sozialversicherung (LSV-NOG) vor, der die Bildung einer bundesunmittelbaren Körperschaft des öffentlichen Rechts vorsah, in der die einzelnen Träger sowie der Spitzenverband ab 1. Januar 2013 eingegliedert wurden. Umgesetzt wurde dies mit der Auflösung der bisherigen Träger und des Spitzenverbandes in Form einer Eingliederung in einem Übergangszeitraum bis zum 31. Dezember 2017. Der neue Sozialversicherungsträger trägt den Namen Sozialversicherung für Landwirtschaft, Forsten und Gartenbau.
Am 2. März 2012 hat das Gesetz ohne Anrufung des Vermittlungsausschusses den Bundesrat passiert. Am 18. April 2012 wurde das Gesetz schließlich im Bundesgesetzblatt (BGBl. Teil 1 Nr. 16 Seite 579) veröffentlicht.
Zum 1. Januar 2013 nahm die SVLFG ihre Arbeit auf.

## Geschichte
Bis 2012 war die Alterssicherung der Landwirte die berufsständische Altersvorsorge der Landwirte in Deutschland. Sie galt als Teil der gesetzlichen Rentenversicherung Deutschlands. Grundlage war das Gesetz über die Alterssicherung der Landwirte. Zuständige Behörden waren bis 31. Dezember 2012 die regionalen landwirtschaftlichen Alterskassen. Seit 1. Januar 2013 nimmt die bundesweite Sozialversicherung für Landwirtschaft, Forsten und Gartenbau die Aufgaben wahr.

### Gesetz über eine Altershilfe für Landwirte – 1957 bis 1994
Im Zuge der Rentenreform 1957 wurden auch die Landwirte durch das Gesetz über eine Altershilfe für Landwirte (GAL) in die gesetzliche Rentenversicherung einbezogen, das aber nicht Teil des regulären Rentensystems wurde, sondern ein bei den Landwirtschaftlichen Berufsgenossenschaften etabliertes Sondersystem darstellte. Die Anfänge waren jedoch bescheiden. Die Altersversorgung der Landwirte war bis dahin ausschließlich im Rahmen der Hofübergabeverträge als sogenannte Ausgedinge bzw. Altenteilsleistungen geregelt. Diese waren oft auf Sachleistungen beschränkt, so dass der älteren Generation zu großen Teilen der Zugang zu Bargeld gänzlich fehlte. Mit Leistungen in Höhe von 40 DM für Ledige und 60 DM für Verheiratete war das neue Sicherungssystem auch nur als ein die althergebrachte Versorgungsform ergänzendes Taschengeld gedacht.
In den folgenden Jahren erfuhr die Altershilfe der Landwirte neben einer stetigen Erhöhung der Rentenleistungen auch eine Leistungsausweitung. Mit der Betriebshilfe wurde eine im deutschen Sozialversicherungsrecht bislang einmalige Leistung eingeführt. Hinzu kamen in Anlehnung an das Recht der allgemeinen Rentenversicherung auch Rehabilitationsleistungen und die Erwerbsminderungsrente. In vielen kleinen Schritten wuchs die Altershilfe der Landwirte langsam zu einer Grundsicherung heran.

### Gesetz über die Alterssicherung der Landwirte – 1995 bis 2012
Mit dem Agrarsozialreformgesetz von 1994 wurde die Ehegattenversicherung (sog. „Bäuerinnenrente“) als weitere Besonderheit eingeführt. Danach gilt der Ehegatte eines landwirtschaftlichen Unternehmers unter bestimmten Umständen (nicht dauernd getrennt lebend, nicht erwerbsunfähig unabhängig von der Arbeitsmarktlage) als landwirtschaftlicher Unternehmer und ist gleichermaßen der Versicherungs- und Beitragspflicht unterworfen. Eine Mitarbeit im landwirtschaftlichen Betrieb ist nicht erforderlich und daher sind auch Ehegatten von Nebenerwerbslandwirten grundsätzlich versicherungs- und beitragspflichtig. Dadurch ist die Möglichkeit eröffnet, eine eigenständige Altersvorsorge zu betreiben. Allerdings sieht das Gesetz z. B. bei Erzielung von Erwerbs-/Erwerbsersatzeinkommen (z. B. Renten), für Zeiten der Kindererziehung oder Pflege von Angehörigen auf Antrag eine Befreiung von der Versicherungspflicht vor, wenn die näheren Voraussetzungen des Gesetzes erfüllt werden. Nach seinerzeitiger Rechtslage (Rechtsstand: 11. August 2010) war der Antrag auf Befreiung innerhalb von drei Monaten nach der Heirat mit einem Landwirt zu stellen. Bei verspäteter Antragstellung wurden für die Vergangenheit Beiträge eingefordert, da die Befreiung nur Wirkung für die Zukunft ab Antragstellung hatte. Diese letztlich allseitig als unbefriedigend empfundene Situation wurde jedoch mit Rückwirkung durch das BUK-NOG ausgeräumt und der Zustand vor dem 11. August 2010 wiederhergestellt.

### Gesetz zur Neuordnung der Organisation der landwirtschaftlichen Sozialversicherung – ab 2013
Seit dem 28. September 2011 lag ein Referentenentwurf und seit dem 2. November 2011 der Regierungsentwurf eines Gesetzes zur Neuordnung der Organisation der landwirtschaftlichen Sozialversicherung (LSV-NOG) vor, der die Bildung einer bundesunmittelbaren Körperschaft des öffentlichen Rechts vorsah, in der die einzelnen Träger sowie der Spitzenverband ab 1. Januar 2013 eingegliedert wurden. Umgesetzt wird diese mit der Auflösung der bisherigen Träger und des Spitzenverbandes einhergehende Eingliederung in einem Übergangszeitraum bis zum 31. Dezember 2017. Der neue Sozialversicherungsträger trägt den Namen Sozialversicherung für Landwirtschaft, Forsten und Gartenbau (SVLFG).

## Versicherungspflicht
In der Alterssicherung der Landwirte sind der Landwirtschaftliche Unternehmer, sein Ehegatte und mitarbeitende Familienangehörige versichert. Zudem gibt es in wenigen Altfällen eine Pflicht zur Weiterentrichtung von Beiträgen auf Grundlage einer Selbstverpflichtung, um bei Erreichen der Altersgrenze den Rentenanspruch realisieren zu können.

### Landwirtschaftliche Unternehmer
Landwirtschaftlicher Unternehmer im Sinne des Gesetzes über die Alterssicherung der Landwirte war bis zum 31. Dezember 2013, wessen landwirtschaftliches Unternehmen eine von der zuständigen landwirtschaftlichen Alterskasse im Einvernehmen mit dem Spitzenverband der landwirtschaftlichen Sozialversicherung festgelegte Mindestgröße bzw. einen bestimmten Wirtschaftswert (sh. Einheitswertbescheid der Finanzbehörde) erreichte. Das gilt auch für landwirtschaftliche Unternehmen, die in Form einer Gesellschaft (z. B. GbR) betrieben werden.
Seit dem 1. Januar 2014 gelten bundesweit einheitliche Mindestgrößen.
Der einheitliche Monatsbeitrag für landwirtschaftliche Unternehmer beträgt 260 Euro in den neuen Bundesländern und 270 Euro in den alten Bundesländern (Stand 1. Januar 2022). Bei Unterschreiten bestimmter Einkommensgrenzen kann ein Zuschuss zu diesem Monatsbeitrag beantragt werden.
Wer durch die bundesweite Vereinheitlichung der Mindestgröße den bislang regional geltenden Wert unterschritten hatte (und damit eigentlich nicht mehr der Versicherungspflicht unterliegen würde) genoss – anders, als in der landwirtschaftlichen Krankenversicherung  – kraft Gesetzes Bestandsschutz; er blieb Mitglied der Alterskasse. Zugleich hat der Gesetzgeber jedoch eingeräumt, dass Betroffene sich auf Antrag befreien lassen konnte. Dies galt gleichermaßen für Unternehmer, deren Ehegatten sowie deren mitarbeitende Familienangehörige. Die Antragsfrist endete grundsätzlich am 31. März 2014, ansonsten mit Beginn des Monats der Antragstellung.
Landwirt im Sinne des Gesetzes über die Alterssicherung der Landwirte ist, wer auf land- und/oder forstwirtschaftlichen Flächen – nicht nur kurzfristig – wirtschaftliche Tätigkeiten zur überwiegend planmäßigen Aufzucht von Bodengewächsen auf eigene Rechnung ausübt. Dies kann beispielsweise als Eigentümer, Pächter oder auch Nießbraucher der Fall sein.

### Ehegatte des Landwirts
Der Ehegatte des landwirtschaftlichen Unternehmers gilt als Landwirt, solange er nicht voll erwerbsgemindert ist (und zwar unabhängig von der Arbeitsmarktlage) oder vom Landwirt dauernd getrennt lebt. Es ist insbesondere nicht Voraussetzung, dass der Ehegatte tatsächlich im landwirtschaftlichen Unternehmen mitarbeitet. Allein der personenstandsrechtliche Status als Ehegatte oder eingetragener Lebenspartner reicht aus.

### Mitarbeitende Familienangehörige
Familienangehörige sind versicherungspflichtig in der Alterssicherung der Landwirte, sobald ihre Arbeitszeit im Unternehmen wöchentlich regelmäßig mehr als 20 Stunden beträgt (hauptberufliche Mitarbeit im Unternehmen). Das Vorliegen eines entgeltlichen Beschäftigungsverhältnisses ist nicht vorausgesetzt. Gleichwohl besteht auch dann Versicherungspflicht, wenn die regelmäßige Mithilfe im landwirtschaftlichen Betrieb diese Zeitgrenze nicht erreicht, die Einnahmen aus dieser Tätigkeit in Anlehnung an die Geringfügigkeitsgrenze der allgemeinen Sozialversicherung regelmäßig über 400 € im Monat liegen. Die Grenze wurde zum 1. Januar 2013 nicht auf 450 € angehoben. Für kurzfristig, von vornherein zeitlich begrenzt ausgeübte Mitarbeit gibt es ebenfalls Sonderregelungen.
Mitarbeitender Familienangehöriger im genannten Sinn ist, wer bis zum dritten Grade verwandt oder bis zum zweiten Grade verschwägert mit dem landwirtschaftlichen Unternehmer oder dessen Ehegatten bzw. eingetragenen Lebenspartner ist. Dies gilt auch für Adoptiv- oder Stiefkinder.
Auch Auszubildende, wenn sie im elterlichen Betrieb – üblicherweise für ein Jahr – ausgebildet werden, sind versicherungspflichtig als mitarbeitende Familienangehörige in der Alterssicherung der Landwirte.

### Versicherungsfreiheit
Versicherungsfrei ist, wer das 18. Lebensjahr noch nicht oder die Regelaltersgrenze bereits erreicht hat.

### Befreiung von der Versicherungspflicht
Landwirte, deren Ehegatten sowie die mitarbeitenden Familienangehörigen können sich auf Antrag von der Versicherungspflicht befreien lassen, solange und soweit sie mindestens eine der nachfolgend aufgeführten Voraussetzungen erfüllen:
1. Bezug von Arbeitsentgelt, Arbeitseinkommen oder vergleichbarem Einkommen (Erwerbsersatzeinkommen wie Arbeitslosengeld oder Rente), das ohne Berücksichtigung des Arbeitseinkommens aus der Landwirtschaft jährlich 4.800 Euro überschreitet
2. Versicherungspflicht in der gesetzlichen Rentenversicherung wegen Erziehung eines Kindes
3. Versicherungspflicht in der gesetzlichen Rentenversicherung wegen Pflege eines Pflegebedürftigen
4. Versicherungspflicht in der gesetzlichen Rentenversicherung wegen Ableistung des Wehr- oder Zivildienstes

Arbeitsentgelt liegt seit dem 1. Januar 2015 in diesem Sinne nur dann vor, wenn die Regelungen des Mindestlohngesetzes beachtet werden.
Die Befreiung von der Versicherungspflicht – und damit auch von der Verpflichtung, Beiträge entrichten zu müssen – ist nur auf Antrag möglich. Hierbei ist eine Antragsfrist von drei Monaten zu beachten, die grundsätzlich mit dem Eintritt der Versicherungspflicht beginnt. Erfolgt die Feststellung der Versicherungspflicht jedoch erst nach diesem Zeitpunkt, so beginnt die Antragsfrist mit Zugang des Bescheides über die Feststellung der Versicherungspflicht. In allen anderen Fällen beginnt die Befreiung erst mit dem ersten des Monats, der auf die Antragstellung folgt. Dies erlangt besondere Bedeutung für den Fall, dass ein Landwirt heiratet, denn mit der Heirat wird der Ehegatte unmittelbar versicherungs- und beitragspflichtig. Das gilt auch dann, wenn der Landwirt selbst von seiner eigenen Versicherungspflicht befreit wurde.

## Leistungsrecht der Alterssicherung der Landwirte

### Altersrente
Im Jahre 2020 gab es bei der Altersrente insgesamt 567.284 Rentenempfänger. An die 279.845 Rentenempfänger mit Regelaltersrente wurden dabei insgesamt 1,48 Mrd. Euro an Leistungen ausgezahlt, so dass die durchschnittliche monatliche Regelaltersrente im Jahr 2020 ca. 441 Euro betrug.
Ursprünglich war die Altersrente der Landwirte als „Taschengeld“ für den Hofabgeber gedacht. Daher ist die von den LAKen gewährte Rente auch heute noch nicht als Vollversorgung zu verstehen. Der Landwirt im Ruhestand hat üblicherweise weitere Einnahmequellen, z. B. aus dem Hofübergabevertrag, das sog. Altenteil.
Bis Ende 2018 war die Abgabe des landwirtschaftlichen Unternehmens unabdingbare Voraussetzung für eine Gewährung der Altersrente. Begründet wurde dies mit agrarpolitischen Erwägungen, dem Strukturwandel in der Landwirtschaft und der Tatsache, dass die Altersrente der Landwirte zum überwiegenden Teil aus Steuermitteln finanziert wird. Abgabe des Unternehmens in diesem Sinne bedeutet die endgültige Trennung vom Unternehmen, beispielsweise bei Eigentümern Verkauf oder Verpachtung auf mindestens 9 Jahre, bei Pächtern die Pachtrückgabe. Eine Überalterung und auch Zergliederung der Betriebe soll damit verhindert werden.
Durch das Qualifizierungschancengesetz vom 18. Dezember 2018 (BGBl. I S. 2651, ein Änderungsgesetz) wurde diese so genannte Hofabgabeklausel ersatzlos abgeschafft. Zuvor hatte das Bundesverfassungsgericht bereits festgestellt, dass die Hofabgabeklausel zumindest in Teilen verfassungswidrig ist wenn sie in unzumutbarer Weise Einkünfte entzieht, die zur Ergänzung der Teilsicherung notwendig sind (Beschluss vom 23. Mai 2018). Es sah hier einen Verstoß gegen die grundrechtlich geschützte Eigentumsfreiheit (Art. 14 Abs. 1 GG), den Gleichheitssatz des Art. 3 GG und den besonderen Schutz von Ehe und Familie (Art. 5 Abs. 1 GG).

### Erwerbsminderungsrente / Renten wegen Todes / Rehabilitation
Hier greift das Gesetz über die Alterssicherung der Landwirte größtenteils auf Vorschriften aus dem Recht der allgemeinen Rentenversicherung zurück.

### Betriebs- und Haushaltshilfe
Sofern die Aufrechterhaltung des Unternehmens durch Inanspruchnahme von Rehabilitationsleistungen, durch Arbeitsunfähigkeit, Schwangerschaft/Mutterschaft oder bei Todesfällen gefährdet ist, kann unter bestimmten Voraussetzungen Betriebs- und Haushaltshilfe gewährt werden.

### Sonstige Leistungen der LAKen
Zeitlich befristet wurden von den LAKen auch im Auftrag des Bundes agrarstrukturelle Leistungen (z. B. Produktionsaufgaberente, Landabgaberente) erbracht. Diese Programme sind jedoch bereits ausgelaufen, die Leistungen an die seinerzeit anspruchsberechtigten Personenkreise werden bis heute gezahlt.

## Beitragsrecht der Alterssicherung der Landwirte
Der Beitrag für die Landwirte ist ein Einheitsbeitrag. Er ist an den der allgemeinen Rentenversicherung gekoppelt und wird alljährlich durch eine Verordnung des Bundesministeriums festgesetzt. Der Grund dafür ist, dass die spätere Rente aus der Alterssicherung der Landwirte als Ergänzung des sog. Altenteils konzipiert wurde, also keine Vollversorgung darstellt, er ist entsprechend niedriger. Er kann durch einkommensabhängige Beitragszuschüsse auf Antrag (rein rechtlich ist er eine Leistung und geht daher zu Lasten des Bundes) gemindert werden. Für versicherungspflichtige mitarbeitende Familienangehörige beträgt er die Hälfte des Unternehmerbeitrages und ist vom Unternehmer zu tragen und zu zahlen, ein etwaiger Zuschussanspruch erstreckt sich auch auf diesen Beitrag.
Durch den Strukturwandel in der Landwirtschaft besteht dennoch eine Schieflage in der Finanzierung, da sich das Verhältnis der Beitragszahler zu den Leistungsempfängern stetig verschlechtert. Eine weitere Besonderheit der Finanzierung der LAKen ist die gesamtschuldnerische Haftung der Ehegatten: Einer haftet für die Beiträge des anderen.
Durch Bundesmittel werden die aktiven Unternehmer daher entlastet. Die gesamtgesellschaftliche Bedeutung des Berufsstands wird hierdurch gewürdigt. Eng verbunden mit dem finanziellen Engagement des Bundes ist die agrarpolitisch motivierte Voraussetzung der Hofabgabe als Voraussetzung für den Bezug einer Rente aus der Alterssicherung der Landwirte: Die Betriebe sollen an die Nachfolgegeneration übergeben werden. In der politischen Diskussion wird das nicht mehr als zeitgemäß angesehen, was durch das oben zitierte Urteil des Bundesverfassungsgerichtes nunmehr in Teilen bestätigt wurde.